# Carlos Mann
Carlos Mann é um empresário e editor de quadrinhos angolano-brasileiro. Nascido em Angola, Carlos mudou-se ainda criança para o Brasil em 1975, após seu pai, Camilo Rodrigues, optar por fugir do país com a esposa e os sete filhos por conta dos conflitos iniciado no ano anterior e que levariam à independência de Angola.
Carlos trabalhou por alguns anos em bancas de jornal, até que resolveu comprar a sua própria em 1986, na Alameda Lorena, em São Paulo. Buscando um diferencial para sua banca, Carlos começou a trabalhar com uma importadora que oferecia uma espécie de assinatura de revistas em quadrinhos importadas, garantindo a regularidade de sua distribuição (na época, era praticamente impossível conseguir adquirir quadrinhos importados no país). A banca, agora chamada de Comix Book Shop, cresceu a ponto de se tornar uma loja de dois andares em outro endereço e hoje ser considerada a maior gibiteria brasileira.
Foi um dos editores da revista informativa Heróis do Futuro. Em 1996, editou um álbum da revista Heavy Metal só com autores brasileiros.
Em 1998, Carlos fundou, junto com Franco de Rosa, a editora Opera Graphica com o objetivo inicial de investir na produção de quadrinhos de autores brasileiros, então com pouco espaço no mercado nacional, embora também tenham lançado material da King Features e da DC Comics, notadamente do selo Vertigo. A editora atuou como um estúdio que produzia revistas para a Editora Escala.
O empresário também criou no início dos anos 2000 o Fest Comix. Inicialmente um encontro informal entre autores, editores e desenhistas para trocar ideias e experiências ocorrido no espaço da Comix Book Shop, o evento cresceu e se tornou independente, focado principalmente na venda de quadrinhos com descontos, sessões de autógrafos e espaço para autores independentes.
Em 2003, Carlos Mann ganhou o Prêmio Angelo Agostini de melhor editor, ao lado de André Diniz, Edgard Guimarães, Franco de Rosa e Roberto Guedes. Em 2004, fundou um novo estúdio, chamado de  Mercado Editorial e Criativo Mercado Editorial, que mais tarde se tornaria a Editora Criativo, também produzindo revistas para a Editora Escala, como as revistas Neo Tokyo e Crash.
Em 2008, Carlos deixou o comando da Comix Book Shop, passando para seu irmão Ricardo Jorge de Freitas Rodrigues. No mesmo ano, anunciou o encerramento das atividades da Opera Graphica, por ele e Franco de Rosa considerarem que já haviam cumprido seu propósito de ajudar a crescer o mercado do quadrinho brasileiro.